# Laurence Berluchon
Laurence Berluchon, née le 3 juin 1880, et décédée le 25 juin 1960, est une femme de lettres française, connue notamment pour ses écrits sur les jardins de Touraine.

## Biographie

### Enfance et études
Laurence Berluchon est née dans la Vienne à Verrières le 3 juin 1890, de Louis Berluchon, receveur des contributions indirectes, et Marie Louise Naudin. Douée pour les études, elle réussit son brevet supérieur en 1908, puis elle souhaite devenir institutrice, et obtient son certificat d'aptitude pédagogique en 1911.

### Carrière professionnelle
Elle commence sa carrière dans les Deux-Sèvres, à Moulins, puis est nommée, sur sa demande, en Indre-et-Loire en 1912, après sa titularisation. Elle y exerce dans les écoles maternelle et primaire de Savigné-sur-Lathan et Saint-Paterne. 
Elle ouvre à Tours un cours de français et une pension de famille avec sa sœur Charlotte. Elles y accueillent des étudiants étrangers et organisent des résidences d'écrivains régionaux. Laurence se passionne pour le patrimoine et le folklore tourangeaux, et publie notamment deux ouvrages illustrés : Parure de Tours et Jardins de Touraine. 
Elle acquiert en 1953 le château de Montfleuri, à Saint-Cyr sur Loire, et y réside avec sa sœur de 1953 à 1960, notamment pour des raisons de santé. Elle décède le 25 juin 1960 à Tours et est inhumée à Verrières.

## Publications
- Les jardins tourangeaux de René Boylesve in Au Jardin de la France : revue trimestrielle, littéraire, artistique et touristique, 47e année, n° 14, 1952 (207PERU)
- Jardins de Touraine, Tours, Arrault, 1940 (4°43) Berluchon, Laurence « Jardins de Touraine », Tours, Arrault, 1947
- Parure de Tours, vignes, jardins, perspectives Tours, Arrault, 1948 (4°44)
- Les pruneaux de Tours in La France à table : table, tourisme, Paris, octobre 1949, pp. 27-28 [4]
- Fromages de Touraine in La France à table : table, tourisme, Paris, octobre 1949, pp. 30-31
- Les jardins de Touraine in Bulletin de la Société des Lettres, Sciences et Arts du Saumurois, Saumur, avril 1941, pp 46-47 [5] Bulletin de la Société archéologique de Touraine (1952) pp 14 ; 30 ; 34 ; 42 ; 47 ; 63[6].